# Oskar Zawadil (oficer piechoty)
Oskar Zawadil (ur. 1 stycznia 1853, zm. 25 lutego 1916 w Wiedniu) – pułkownik c. k. Obrony Krajowej.

## Życiorys
W 1877 został powołany do zawodowej służby wojskowej w cesarsko-królewskiej Obronie Krajowej i wcielony do Śląskiego Batalionu Piechoty OK Nr 10 w Cieszynie. Następnie służył w Batalionie OK Rzeszów Nr 55 i Pułku Piechoty OK Nr 36 w Kołomyi, a później w 17 Pułku Piechoty OK Rzeszów w Rzeszowie. Był między innymi komendantem Komendy Okręgu Uzupełnień OK Nr 17 w Rzeszowie i komendantem 2. batalionu. W 1910 został przeniesiony do 33 Pułku Piechoty OK w Stryju na stanowisko komendanta pułku. W 1914 przeniesiony w stan spoczynku i odznaczony Orderem Korony Żelaznej III klasy. W czasie służby w c. k. Obronie Krajowej awansował na kolejne stopnie: kadeta–zastępcy oficera (1 listopada 1877), podporucznika (1 maja 1879), porucznika (1 maja 1884), kapitana (1 maja 1891), majora (1 listopada 1902), podpułkownika (1 listopada 1907) i pułkownika (7 grudnia 1910).
Od grudnia 1915 był komendantem dla spraw cywilnych w komendzie twierdzy Kraków. Zmarł 25 lutego 1916 w Wiedniu. Został pochowany na wiedeńskim cmentarzu Gersthof 27 lutego 1916.
Był żonaty z Jadwigą z Rychterów, z którą miał córki Gizę, Elle oraz synów Karola, Oskara (1891–1939) i Wilhelma (1894–1982). Oskar i Wilhelm byli oficerami kawalerii c. i k. Armii (służyli razem w Galicyjskim Pułku Ułanów Nr 3), a później oficerami kawalerii Wojska Polskiego (Oskar – majorem, a młodszy Wilhelm – rotmistrzem).